# Julien (empereur romain)
Pour les articles homonymes, voir Julien (prénom).
Julien ou Julien II, de son nom romain Flavius Claudius Julianus, né vers 331 à Constantinople et mort le 26 juin 363 à Samarra en Perse, surnommé Julien l'Apostat par la tradition chrétienne, est un empereur romain de la période de l'Antiquité tardive, nommé César de l'Empire d'Occident en 355 par Constance II, puis empereur à part entière de 361 à 363.
Il règne à une époque qui n'est plus celle de la paix romaine des deux premiers siècles de notre ère. Depuis les réformes de Dioclétien en 285, l'empire romain est divisé en deux parties, Occident et Orient, chacune pourvue normalement de deux empereurs, un Auguste et un César. C'est aussi l'époque où, depuis l'édit de Milan de Constantin (313), le christianisme, religion jusque là périodiquement soumise à des persécutions, est officiellement toléré et influence de plus en plus les milieux dirigeants.
Élevé dans la religion chrétienne par les évêques Eusèbe de Nicomédie, puis Georges de Cappadoce (mais dans sa forme arienne, et non pas nicéenne), Julien doit son surnom d'« apostat » à la volonté qu'il manifeste durant son règne de lutter contre le christianisme et de renforcer le polythéisme dans l'empire.
Doté d'une bonne culture classique, il est l'auteur de textes polémiques contre le christianisme, qui, aux côtés du Discours véritable de Celse, sont un témoignage important sur l'opposition des « païens » à la nouvelle religion dans le monde romain du IVe siècle.

## Biographie

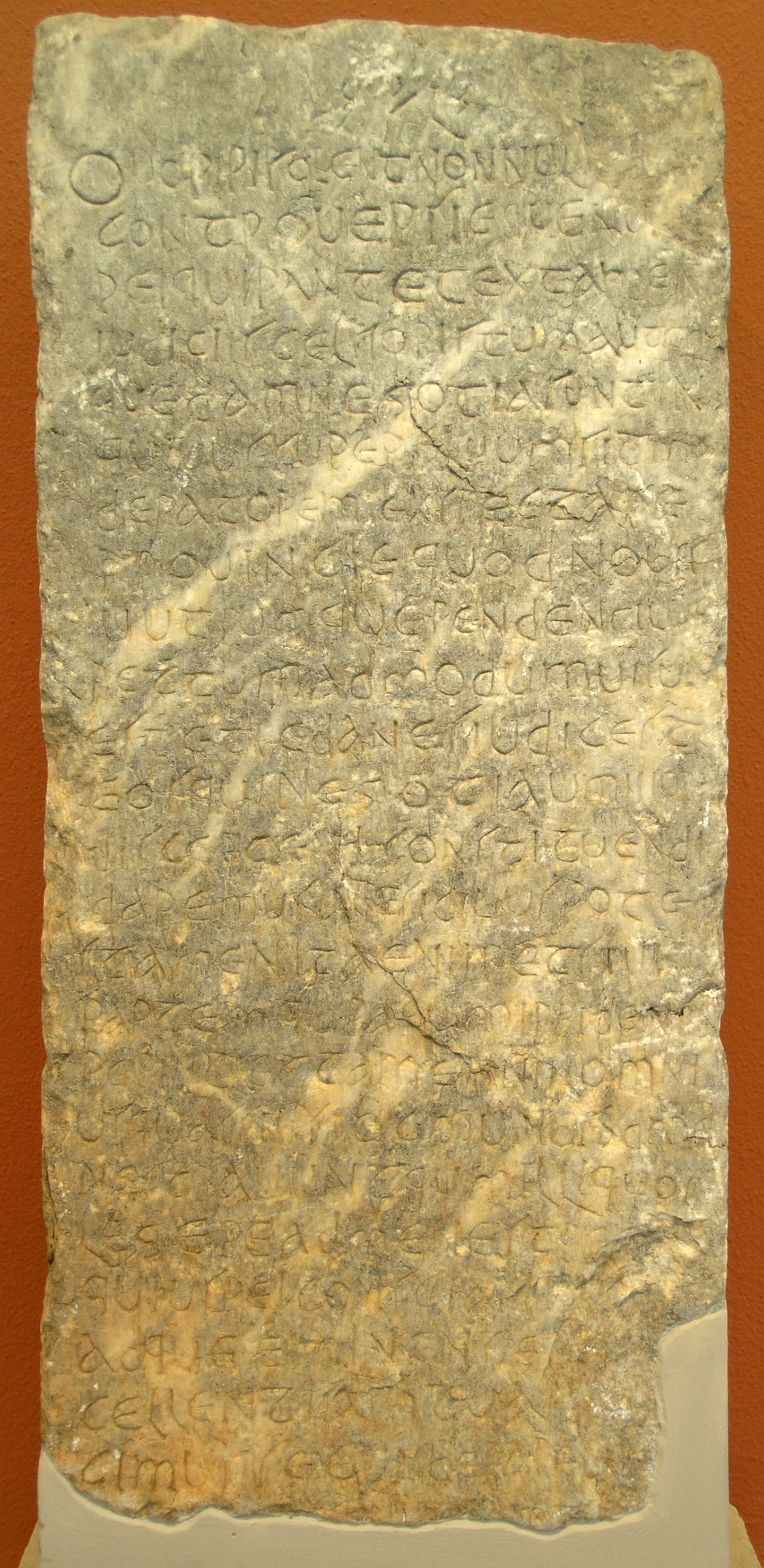
Lettre - édit de l'empereur Julien à Secundus, préfet du prétoire d'Orient concernant le jugement d'affaires mineures. Copie en latin trouvée à Amorgós (musée épigraphique d'Athènes).

### Origines familiales
Il est le fils de Jules Constance (vers 296-337), demi-frère de l'empereur Constantin, qui a régné depuis 310 sur l'Empire d'Occident et depuis 324 sur les deux parties de l'Empire.
Julien et son demi-frère aîné, Constantius Gallus (vers 325-354), font donc partie de la branche cadette des descendants de Constance Chlore (empereur de 293 à 306), leur grand-père paternel.
La mère de Julien est Basilina (vers 310-332), qui décède quelques mois après l'avoir mis au monde. La date de naissance de Julien n'est pas très précise, novembre ou décembre 331 ou mai/juin 332.

### Assassinat de son père après la mort de Constantin (337)
Il a six ans lorsque Constantin meurt à la fin de l'été 337. Lui succèdent ses trois fils Constantin II (316-340), Constance II (317-361) et Constant Ier (vers 321-350).
Dans cette période d'incertitude, la famille de Julien est en grande partie massacrée sur l'ordre des trois empereurs ou peut-être de Constance II seul (selon l'accusation de Julien). Seuls Julien et Gallus, alors gravement malades et alités, sont épargnés, peut-être sauvés à la demande de l'épouse de Constance II, selon l'allusion à sa protection que fait Julien dans son éloge de l'impératrice Eusébie, mais ils vont être soumis à une stricte surveillance.
Tous les biens de Jules Constance sont confisqués.

### Jeunesse et éducation en régime de liberté surveillée

#### Avec Eusèbe de Nicomédie (337-341)
L'éducation de Julien est confiée à l'évêque arien Eusèbe de Nicomédie, qui a baptisé Constantin sur son lit de mort à Nicomédie (actuelle Izmit). En 338, Eusèbe devient évêque de Constantinople en 338, à la faveur du conflit entre ariens et nicéens, mais on ne sait pas si Julien le suit dans la capitale de l'Empire d'Orient ou s'il reste à Nicomédie.
Son pédagogue (précepteur) est l'eunuque Mardonios, Goth d'origine, qui a déjà élevé Basilina. Mardonios l'initie aux grands classiques de la culture grecque, Homère et Hésiode, et lui donne la passion de la lecture. De son éducation stricte, Julien conservera l'habitude de garder les yeux baissés (par humilité) et le mépris des spectacles publics. Il gardera cependant un souvenir heureux de son enfance avec Mardonios.

#### Avec Georges de Cappadoce (après 341-347)
À une date indéterminée, mais postérieure à la mort d'Eusèbe en 341, Constance II assigne Julien à résidence sous la tutelle de l'évêque de Césarée Georges de Cappadoce dans la forteresse de Macellum en Cappadoce, où il retrouve son demi-frère Gallus. On estime que la différence d'âge (six à huit ans) et de tempérament ne sont guère propices à l'établissement d'une complicité affective[réf. nécessaire]. Ils y passent six années dans l'isolement : interdits de visite, ils ont pour seule compagnie celle de leurs domestiques.
Georges de Cappadoce leur donne cependant accès à sa bibliothèque qui contient des textes chrétiens, mais aussi des œuvres de philosophie antique (que Julien pourrait avoir lues) de Platon, Aristote, Théophraste, des Stoïciens et des néo-platoniciens Plotin, Porphyre et Jamblique. Mais on ignore s'il s'est enthousiasmé dès cette époque pour la théologie solaire de ce dernier et ses discours sur le dieu Hélios, dont il ressentira plus tard directement et intimement la présence. Il pourrait s'être dès ce moment détaché du christianisme, religion soutenue par les empereurs qui ont massacré sa famille et au nom de laquelle ils se sont absous de tous leurs homicides, comme il l'écrira plus tard.
Pendant cette période de relégation, Gallus et Julien auraient été contraints de se faire baptiser, contrairement à la pratique de l'époque destinant le baptême aux personnes adultes et volontaires, voire aux mourants souhaitant se purifier juste avant leur trépas. Les commentateurs favorables à Julien, comme Montaigne et Voltaire, ont souligné que ce baptême, lui ayant été imposé, ne pouvait être considéré comme valable, soulignant ainsi l'absence de toute justification à l'accusation d'apostasie.

#### Constantinople (347-351), Nicomédie et Pergame (351-354)
À partir de 347, Julien est autorisé à revenir à Constantinople, puis à Nicomédie en 351. Il y aurait suivi indirectement l'enseignement du sophiste Libanios.
Séjournant ensuite à Pergame chez Oribase, il entre en relation avec Priscus et Maxime d'Éphèse, élèves de Jamblique qu'il admire profondément, qui encouragent son mysticisme solaire. C'est sans doute fin 350 ou début 351 que Julien apostasie et revient à la voie « des dieux » à l'âge de 20 ans,. En cette même année 351, Julien est initié aux mystères de Mithra.
En 350 Constance II doit faire face à l'usurpation de Magnence en Gaule. Pour maintenir une présence impériale en Orient face aux Perses tandis que lui-même se rend en Occident, Constance II, attaché comme son père au principe dynastique (tous ses frères ayant été tués), promeut en 351 Gallus au rang de César à Antioche. Hissé à cette responsabilité sans aucune préparation, et de tempérament coléreux, Gallus réagit avec brutalité face aux difficultés et aux oppositions. Il va même jusqu'à faire mettre à mort le préfet du prétoire de Constance II envoyé pour s'enquérir de ses difficultés. En 354 Constance II, faisant suite aux plaintes contre Gallus, le rappelle, le destitue et le fait exécuter.

#### Assigné à résidence à Côme (354-355)
Peu après, dans le climat délétère de répression visant les anciens fonctionnaires de Gallus, Julien est à son tour convoqué à la cour impériale à Milan et mis sous surveillance pendant plusieurs mois à Côme. Des courtisans insinuent une connivence possible entre lui et Gallus.
L'intervention de la nouvelle impératrice Eusébie, seconde épouse de Constance, sauve Julien et lui rend sa liberté de mouvement.

#### À Athènes (355)
Durant l'été 355 Julien peut approfondir ses études de philosophie à Athènes. Il y côtoie Basile de Césarée et Grégoire de Nazianze, qui deviendra évêque et sera un de ses adversaires les plus féroces. Grégoire donne un portrait très partisan du « prodigieux abrutissement » de l'étudiant Julien « cou branlant… épaules remuantes et tressautantes… regard exalté…  pieds qui ne tenaient pas en place, parole hachée par la respiration dont le débit s'arrêtait brusquement, questions incohérentes et inintelligibles, réponses qui ne valaient pas mieux ». Plus neutre, Ammien Marcellin évoque son « naturel impulsif » et sa tendance « à parler fort abondamment et se taire très rarement ». On peut voir dans ce tempérament nerveux et cette expression orale mal maîtrisée le résultat d'une enfance traumatisée et d'une adolescence passée dans l'isolement forcé.
Lors de ce séjour à Athènes, et quoique l'on ne dispose pas de preuves formelles, les historiens modernes considèrent que Julien se fait initier aux mystères d'Éleusis.

### Avènement comme César de l'Empire d'Occident

#### Novembre 355 (Milan): Julien est nommé César

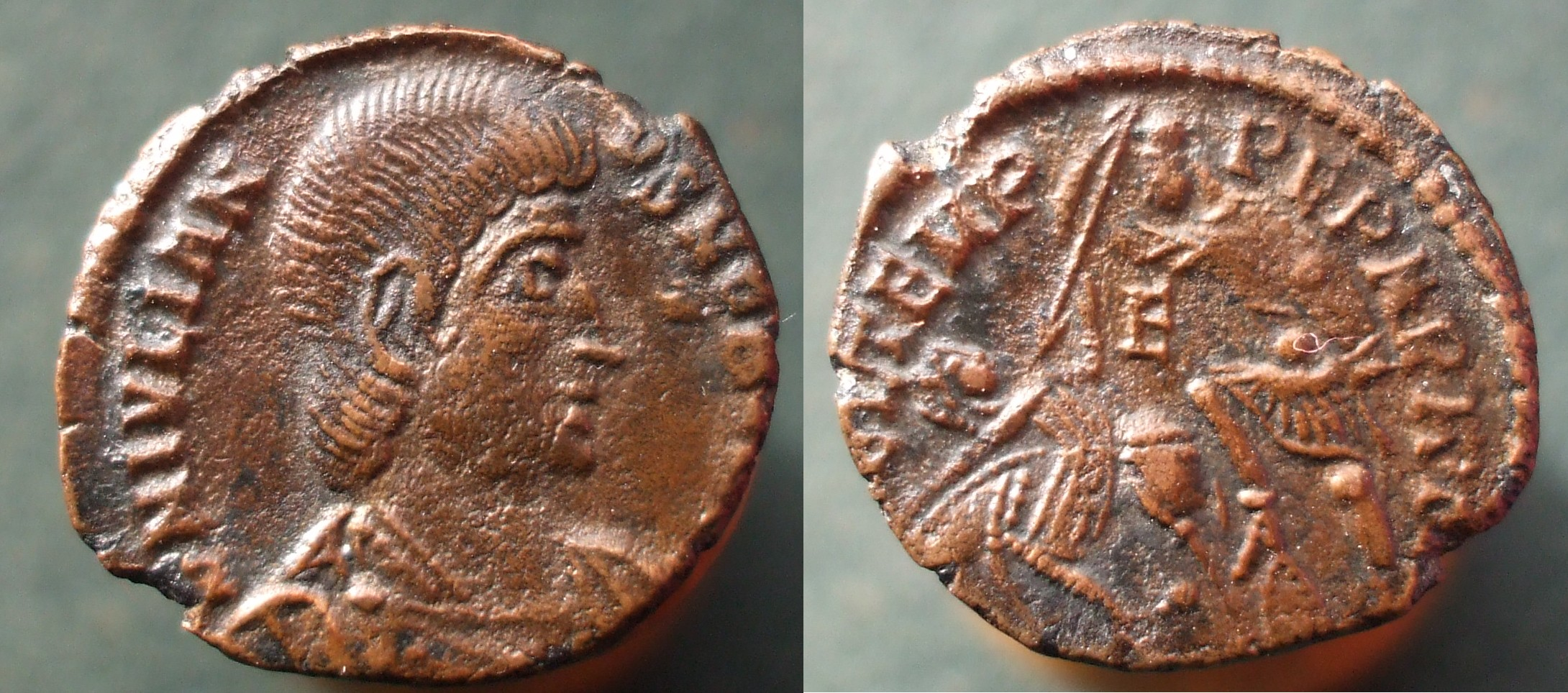
Julien césar imberbe. Monnaie frappée à Arles en 358.

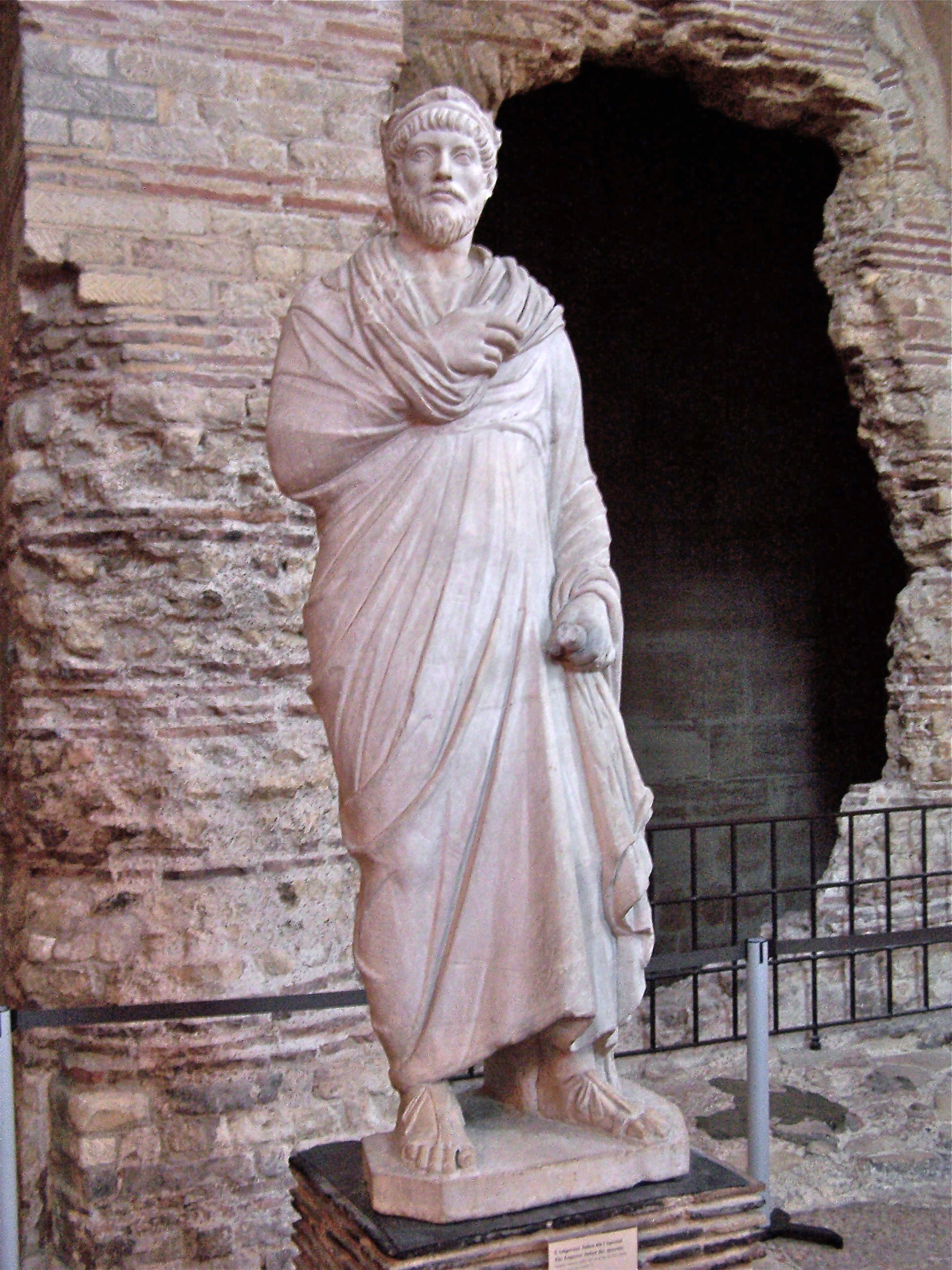
Prêtre de Sérapis, statue longtemps considérée comme celle de Julien, réalisée en Italie entre 361 et 400, collection du musée de Cluny (Paris).

Fin 355, Julien est brusquement rappelé à la cour, à Milan, résidence impériale depuis l'époque de Dioclétien.
Les eunuques du palais lui rasent la barbe, qu'il porte à la mode des philosophes stoïciens, et l'habillent d'une chlamyde (manteau militaire), ce qui lui donne, selon ses propres termes, « l'aspect d'un soldat ridicule ».
Il épouse ensuite la plus jeune sœur de l'empereur, Hélène, dite « la jeune » par opposition à sa grand-mère (la mère de Constantin). Le 6 novembre 355, Constance II le présente à l'armée et lui octroie le titre de César.

#### Les problèmes de la Gaule dans les années 350-355
Constance II redoute en effet les usurpations des généraux stationnés en Gaule, qui désorganisent la défense sur le limes du Rhin et donnent une grande liberté d'action aux Germains transrhénans dans les provinces de Germanie supérieure et inférieure. L'empereur affirme : « Les barbares y paradent d'un bout à l'autre ».
La Gaule a en effet été le théâtre des usurpations de Magnence (350-353) et très récemment de Sylvain (11 août-7 septembre 355). Les Alamans ont réussi à prendre plusieurs places fortes de la rive gauche du Rhin, dont Cologne, Mayence, Bonn, Bingen, Spire et Strasbourg. En novembre 355, ils occupent encore ces villes, tout en étant solidement installés dans des forts en rase campagne.

#### Décembre 355 (Vienne): commandant en chef sous surveillance
Julien est donc chargé de mener une contre-offensive de l'armée impériale contre les Alamans.
En plus du statut de César, il a celui de consul pour l'année 356. Il s'agit à cette époque d'un titre honorifique, les généraux de l'armée romaine (dont bon nombre de Germains d'origine) n'étant plus choisis par la voie du cursus honorum.
Début décembre Julien part pour la Gaule avec une escorte réduite. Il est conscient que sa situation est difficile : il se voit dans une position similaire à celle de Gallus quelques années auparavant, chargé d'une mission dangereuse :

« Je ne dois pas omettre de raconter ici comment j'ai consenti et choisi de vivre sous le même toit que ceux dont je savais qu'ils avaient miné toute ma famille, et dont je soupçonnais qu'il ne leur faudrait pas beaucoup de temps avant de comploter contre moi. J'ai versé des torrents de larmes, j'ai poussé des gémissements. J'ai tendu les mains vers votre Acropole, quand je reçus l'appel, et j'ai prié Athéna de sauver son suppliant, de ne pas l'abandonner. Beaucoup d'entre vous m'ont vu et en sont témoins. La déesse même, plus que quiconque, sait que je lui ai demandé de me faire mourir à Athènes plutôt que de me laisser faire ce voyage. Or, la déesse n'a pas trahi ni abandonné son suppliant ; elle l'a montré par des faits. Car partout elle m'a guidé, et de tous côtés elle m'a entouré d'anges gardiens que le Soleil et la Lune lui avaient accordés »

— Lettre aux Athéniens, 274d-275b, 276c-277a
L'arrivée de Julien à Vienne est accueillie favorablement, car il bénéficie du souvenir prestigieux de ses parents Constance Ier et Constantin.
En principe commandant en chef, il est en fait étroitement encadré par le général Marcellus[réf. nécessaire] et constamment espionné par les hauts fonctionnaires de la faction de Constance II.

### Campagnes en Gaule et en Germanie

#### Campagne de 356: d'Autun à Cologne
De façon inattendue, cet intellectuel pétri d'hellénisme et peu sûr de lui, se révèle bon administrateur et fin stratège. Prenant pour modèle l'empereur Marc Aurèle (de 161 à 180), il récuse le faste impérial et se montre un travailleur acharné. Il acquiert rapidement l'usage courant du latin, alors que sa langue maternelle est le grec, et se forme aux pratiques militaires, se nourrissant comme les soldats et dormant à la dure.
À cette époque, les Alamans assiègent Autun, chef-lieu de la cité des Éduens, donc assez loin de la frontière de l'empire, le limes. Deux généraux dirigent l'armée en Gaule, Marcellus, nommé par Constance II, et Ursicin, en place avant Marcellus. Tous deux se détestent et se neutralisent continuellement[réf. nécessaire].
À la fin du mois de juin 356, Julien prend le commandement effectif de quelques unités et quitte Vienne en direction d'Autun. Son arrivée pousse les Alamans à lever le siège sans combattre. Julien rejoint alors à Reims les troupes commandées par Marcellus et Ursicin. Ces derniers achèvent la levée des troupes puis marchent vers Argentoratum (Strasbourg), en passant par l'ancien pays des Triboques.
Une première bataille a lieu à Tarquimpol (Decempagi). Au terme d'une journée difficile, presque deux légions sont perdues[réf. nécessaire], mais les Alamans ont été repoussés. Les jours suivants, les troupes romaines franchissent le col de Saverne malgré la tentative de barrage établie par l'ennemi, et Saverne est reprise. Après une halte de quelques jours, la marche reprend et Brumath est prise à son tour, après une bataille victorieuse apportant un grand nombre de prisonniers.
Julien lance alors une opération à la fois terrestre et fluviale vers Cologne, en aval de Strasbourg, afin de reprendre le contrôle des places fortes essentielles. Les villes rhénanes font un accueil triomphal[réf. nécessaire] aux troupes victorieuses et Cologne est atteinte sans pertes. Julien fait remettre en état les fortifications par les autorités des cités. Impressionnés par cette contre-offensive de l'armée romaine, des délégations de Francs rhénans (ennemis des Alamans), des environs de Cologne, demandent à traiter avec le César victorieux. Julien négocie alors une paix qui, par la suite, se révèlera précaire.

#### Hivernage 356-357: Julien assiégé à Sens
Les troupes romaines prennent leurs quartiers d'hiver dans différentes cités. Julien s'installe à Sens (chef-lieu de la province de Lyonnaise quatrième). Des Alamans mettent à profit la dispersion des forces romaines et viennent assiéger la ville, mais ils renoncent au bout d'un mois, confrontés à une trop forte résistance.
Marcellus, cantonné à proximité[Où ?], n'a rien tenté pour secourir les assiégés. Il est démis de ses fonctions avec l'assentiment de Constance II, qui ne peut tolérer qu'on laisse un César aussi exposé face à l'ennemi. Julien prévoyant cependant que Marcellus va le calomnier dès son arrivée à la cour, envoie par précaution à Milan un homme de confiance, son chambellan Euthère.
Tandis que Marcellus accuse Julien d'être un ambitieux qui veut voler de ses propres ailes, Euthère garantit sur sa propre vie la fidélité sans réserves de Julien à l'empereur. Convaincu par Euthère, Constance exile Marcellus à Sardique (Sofia), sa ville natale.

#### Campagnes de 357 et victoire à Strasbourg (août)
Au printemps 357, l'armée commandée par Julien revient à Saverne, avec 13 000 hommes, principalement des unités de cavalerie. Une seconde armée de 25 000 hommes, composée surtout d'unités d'infanterie, commandée par Barbatio, qui en 356, a combattu les Juthunges, Alamans de la région du haut Danube, se dirige aussi vers Saverne, mais se trouvant menacée au voisinage du Rhin, se replie sur Augst (Augusta Raurica, près de Bâle). D'autre part, un raid alaman menace alors Lyon (Lugdunum), aussi Julien part-il porter secours à la capitale des Trois Gaules. 
Il ne revient à Saverne qu'au cours de l'été. Il contrôle les travaux de fortification et d'installation de greniers de réserve. La pacification du seuil de Saverne est entreprise, mais est confrontée à une puissante ligue des rois alamans. Julien décide de provoquer le conflit[réf. nécessaire] à la fin de l'été et une bataille a lieu entre Brumath et Strasbourg, dite « bataille d'Argentoratum ».
Elle oppose deux armées romaines commandées par Julien et par le maître de la cavalerie (magister equitum) des Gaules, Sevère, à un regroupement de plus de 35 000 Alamans. Elle s'achève par une victoire sans appel des Romains, malgré des pertes dans la cavalerie. Les Alamans tentent de se replier dans le désordre et se trouvent bloqués au passage du Rhin. Le roi Chnodomar est fait prisonnier, ainsi que Sérapion, roi des Alamans du Neckar.
Du côté romain, les pertes s'élèvent à deux mille hommes, tandis que Les Alamans laissent quatre fois plus de morts et blessés, sans compter les prisonniers.
Julien veut profiter de cette victoire pour restaurer les anciennes frontières[pas clair]. Il franchit le Rhin et atteint le Main qu'il remonte à la poursuite d'Hortarius, roi du Kraichgau et de Suomar, roi de l'Odenwald[pas clair]. Fort de la restauration du pouvoir impérial[pas clair] durant l'automne 357, il impose des traités que les vaincus respecteront, mais seulement de son vivant.

#### Les hivernages à Lutèce (à partir de 357)
À partir de 357, Julien prend ses quartiers d'hiver à Lutèce (Paris), chef-lieu de la cité des Parisii. Cette ville est plus modeste que Sens ou Reims, qui sont des chefs-lieux de province. Mais l'importance de la ville des Parisii n'est plus négligeable depuis l'amoindrissement, la dégradation ou la disparition des centres urbains au IIIe siècle[réf. nécessaire].
Centre de rassemblement de légions, relativement proche des frontières du Rhin, le site est facile à défendre grâce à la Seine qui l'entoure comme un rempart naturel. Au IIIe siècle, l'île principale, traversée par le cardo maximus (actuelle rue Saint-Jacques), axe nord-sud des Romains) a été dotée de remparts, comme de nombreuses villes de Gaule et d'Italie.
Ces considérations emportent le choix de Julien après la mésaventure de Sens. Julien apprécie Lutèce et y passe les hivers suivants. Il manque toutefois d'y laisser la vie : lors d'un hiver exceptionnellement froid où la Seine est gelée, il consent malgré son désir de s'endurcir à avoir un brasero dans sa chambre et subit un début d'asphyxie.
Son épouse préfère séjourner en Italie dont le climat est plus clément. Elle met au monde un garçon, mais il est mort-né. Selon Ammien Marcellin, l'impératrice Eusébie, stérile et jalouse de cette grossesse, aurait soudoyé la sage-femme pour que l'accouchement ait une issue fatale. Hélène meurt vers 358 et Julien ne se remariera pas.
Julien s'entoure de quelques amis, tous païens. Oribase le rejoint comme médecin personnel, le Gaulois Saturninus Secundus Salustius, plus âgé que Julien, devient un conseiller écouté.

#### L'administration des Gaules
Durant la pause hivernale, l'activité de Julien ne faiblit pas. Claudius Mamertinus clame, dans son panégyrique, que Julien passait tout l’été dans les camps, et tout l’hiver sur le siège de juge. Comme juge, il traite des affaires graves, mais ne prête pas attention à la délation qui a cours entre les fonctionnaires impériaux. Durant un jugement portant sur une accusation de dilapidation des fonds publics formulée contre l'ancien gouverneur de la Gaule narbonnaise, l'accusateur, à court de preuves, finit par s'écrier : « S'il suffit de nier, où seront désormais les coupables ? », à quoi Julien rétorque : « S'il suffit d'accuser, où seront les innocents ? »
Après les guerres civiles entre cités de la fin du IIIe siècle, entraînant des troubles sociaux dans les campagnes sous forme de bagaudes dissidentes, la situation est aggravée par des incursions de bandes guerrières issues des confédérations franques ou alamanes ; les Gaules subissent une désorganisation et un appauvrissement, qui empirent avec les guerres et les épidémies au début du siècle suivant. Julien, qui refuse les impôts supplémentaires proposés par le préfet du prétoire Flavius Florentius pour couvrir les dépenses militaires, diminue au contraire les taxes pour soulager les populations épuisées. En cinq années, l'imposition en Gaule passe de 27 solidi à seulement 7. Malgré cela, les rentrées fiscales augmentent : les contribuables s'empressent en effet d'acquitter leur dû de peur qu'il n'augmente. De plus, Julien fait surveiller les employés du fisc afin d'empêcher tout détournement, et n'accorde aucune remise d'arriérés, pratique qui avantageait les gros contribuables.

#### Campagnes 358 et 359
Ursicin, rappelé en 357, est remplacé par Sévère, officier expérimenté qui collabore efficacement avec Julien. Celui-ci n'est plus un novice : assumant pleinement le commandement, il repousse les invasions des Francs en 358 et des Alamans en 360 et prend l'initiative d'offensives au-delà du Rhin. Selon les louanges de ses contemporains[réf. nécessaire], il « dépasse en audace l'illustre César, le vaillant Marcus Junius Brutus ou l'intrépide Germanicus ». En 358, pourchassant les Francs, il mène son armée jusqu'au Neckar.
En 359, il assoit son autorité sur les Alamans en Souabe et dans l'actuel Wurtemberg. La campagne de 360 voit ses troupes dans la vallée du Rhin. Parti de Lutèce au printemps vers le nord-est, Julien atteint le Rhin à Xanten, très en aval de la Ruhr et de Cologne, puis il remonte le fleuve jusqu'à Augst. Il effectue une remise en état des forts du limes du IIe siècle.

#### Usurpation de Julien et mort de Constance II (360-361)
En 360, l'empereur Constance II, se méfiant du prestige acquis par son César[réf. nécessaire] auprès de ses soldats et de ses subalternes et ayant besoin de troupes sur le Danube et sur la frontière perse, demande à Julien de lui envoyer toutes ses troupes d'auxilia palatina en renfort, les Heruli, les Batavi, les Petulantes et les Celtae, ainsi que 300 hommes pris dans ses autres corps.
Cette demande provoque une mutinerie parmi les chefs des Petulantes, qui refusent d'obéir et proclament Julien empereur (Auguste). Il accepte, se plaçant dans une situation (récurrente dans l'empire romain) d'usurpation.
Constance II réagit par la force, malgré des appels de Julien à la négociation, et conduit des troupes en Gaule. En 361, Julien poursuit néanmoins une sixième offensive[réf. nécessaire] au-delà du Rhin, récoltant allégeances et tributs de la part des Alamans, tout en donnant des ordres aux garnisons de défense[pas clair].
Il n'y aura cependant pas de combats : Constance II meurt en effet brutalement en chemin. Sur son lit de mort, l'empereur se résout à confier la pourpre impériale au seul descendant de Constance Chlore encore en vie, son cousin Julien, permettant la poursuite de la dynastie constantinienne.

### Règne comme seul empereur

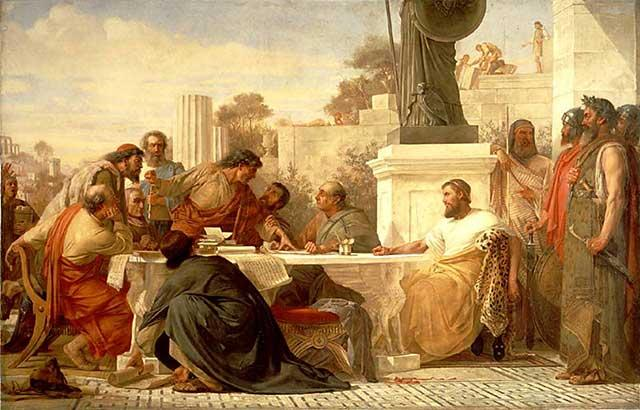
Julian the Apostate Presiding at a Conference of Sectarians, d'Edward Armitage, 1875, Walker Art Gallery, Liverpool.

#### Mesures concernant les religions
Devenu seul maître de l'Empire, Julien promulgue un édit de tolérance autorisant toutes les religions. Cet édit abolit les mesures prises contre les cultes polythéistes traditionnels et contre les Juifs[réf. nécessaire]. Il revient aussi sur les mesures issues du concile de Constantinople de 360, qui vient d'imposer à tous les évêques chrétiens un Credo de compromis (mais obligatoire) entre arianisme et nicéisme, ce que certains[Qui ?] ont interprété comme un moyen de réactiver les tensions entre chrétiens.
En 362, un édit interdit aux chrétiens d'enseigner la grammaire, la rhétorique et la philosophie, c'est-à-dire l'essentiel de l'instruction littéraire classique : « Qu'ils cessent d'enseigner ce qu'ils ne prennent pas au sérieux ou qu'ils l'enseignent comme la vérité et instruisent les élèves en conséquence ». Les maîtres seront nommés désormais par le pouvoir central, sur la proposition des municipalités ; il est interdit aux chrétiens d'enseigner : pour Julien, les chrétiens sont des hommes incultes et dépourvus de raison, qui s'interdisent à eux-mêmes de comprendre les textes sur l'explication desquels était fondée toute la culture antique (notamment Homère, Virgile),.
Parallèlement, il s'efforce de réformer le paganisme sur le plan formel en reprenant des institutions chrétiennes (moralité des prêtres, création d'institutions charitables[réf. nécessaire]) et sur le plan du contenu en instituant une sorte de hiérarchisation des cultes polythéistes autour d'une religion du Soleil divinisé, Sol invictus.
Il favorise les cités encore polythéistes et encourage la restauration des temples. On trouve des inscriptions qui l'honorent en tant que restaurator templorum (« réparateur des temples »), mais il ne mène pas pour autant une politique systématique de reconstruction de ces temples[réf. nécessaire].

#### Attitude de Julien vis-à-vis des chrétiens et des juifs
Malgré son indifférence devant les vexations infligées à des chrétiens,, il ne prend pas de véritables mesures de persécution. Il s'en explique en déclarant souhaiter que les chrétiens reconnaissent eux-mêmes leur erreur, sans les forcer à le faire. La tradition chrétienne ne mentionne d'ailleurs que quelques martyrs sous son règne, comme Alexandre de Corinthe.
En ce qui concerne la mort de Georges de Cappadoce, évêque arien d'Alexandrie de 356 à 361, lynché par des émeutiers le 24 décembre 361 à la suite de la mort de Constance II en novembre, il condamne dans une lettre aux Alexandrins les conditions totalement illégales de sa mise à mort, tout en affirmant que, du fait de ses crimes, Georges aurait mérité une mort encore plus douloureuse.
En ce qui concerne Athanase d'Alexandrie, évêque nicéen de cette ville exilé par Constance II en 356, il l'autorise à rentrer d'exil en février 362, mais n'accepte pas pour autant qu'il reprenne ses fonctions et le renvoie à son tour en exil à la fin de 362.
Il s'attaque aux chrétiens principalement par le biais de pamphlets et de réfutations : son livre Contre les Galiléens, fragmentaire, est un réquisitoire contre eux. Bien qu'élevé dans cette religion, il ne parle pas de « chrétiens », ni de « christianisme », mais les appelle « galiléens », et les considère comme tenants d'une religion nouvelle et sans racines.
Sa critique antichrétienne s'exerce par comparaison avec le judaïsme vis-à-vis duquel son attitude reprend deux traditions de pensée qui se croisent alors, l'une hostile et l'autre plus tolérante. Son œuvre manifeste des sentiments ambivalents envers la religion et la culture juives, dont il respecte l'ancienneté, allant jusqu'à considérer, dans Contre les Galiléens, que les Juifs et les Grecs sont semblables de ce point de vue. Il s'étonne cependant qu'un dieu digne de ce nom ne se soit fait d'abord connaître que dans une région restreinte,,. Même s'il trouve les mythes des Juifs absurdes et incomplets, il admire la piété du « peuple élu » qui contraste avec le peu de ferveur des sujets païens de l'Empire. C'est peut-être pour cela mais peut-être aussi pour des raisons politiques, qu'il ordonne la reconstruction du temple de Jérusalem, chantier qui est abandonné dès sa mort.

#### Mesures politiques
L'attention de la tradition historique, tant chrétienne qu'anti-chrétienne, s'est focalisée sur la politique religieuse de Julien. Ce n'est cependant qu'une partie de sa politique, dont le reste ne dépend pas nécessairement. Ainsi il ne semble pas avoir marqué de préférence religieuse dans le recrutement du personnel dans l'administration : il s'entoure, de fait, comme ses prédécesseurs immédiats, de fonctionnaires de toutes confessions.
Julien manifeste son intention de revenir à un empire de forme moins autocratique et plus conforme à la tradition du principat telle qu'elle existait sous Auguste. Son règne n'en reste pas moins autoritaire.
Après avoir réorganisé et assaini la lourde administration impériale, en réduisant en particulier le personnel du palais et celui affecté à la surveillance (les agentes in rebus), il s'installe à Antioche pour préparer une grande expédition militaire contre la Perse. Il entre assez vite en conflit avec la population de la métropole chrétienne, d'une part à cause de son paganisme affiché, d'autre part parce que sa rigueur morale s'oppose aux habitudes de vie ayant cours dans cette grande ville.

#### Campagne contre les Sassanides et mort de Julien (363)

La campagne de Julien contre les Perses (363).

Au printemps 363, Julien lance l'offensive contre les Sassanides et atteint leur capitale, Ctésiphon (située sur le Tigre, à 30 km en aval de l'actuelle Bagdad). Il livre bataille le 29 mai devant la ville en remportant la victoire. Mais, abandonné par le roi d'Arménie qui devait faire sa jonction avec lui, il est contraint de battre en retraite.
Peu avant le 26 juin 363, il est mortellement blessé lors de la bataille de Samarra (à 125 km au nord de Bagdad).
Julien fut enterré à Tarse. Il reposait dans un tombeau situé à l'extérieur de la ville, en face de celui de Maximin II Daïa.
Cependant, le chroniqueur Zonaras dit qu'à une date « ultérieure », son corps fut exhumé et ré-enterré à Constantinople, où Constantin et le reste de sa famille reposaient.

#### Versions diverses de la mort de Julien
L'historien et évêque de Cyr Théodoret rapporte[Où ?] que Julien, transpercé par une lance, aurait formulé ces mots à l'intention du Christ, tout en tentant d'arracher de son côté l'arme qui venait de le transpercer : « Tu as vaincu, Galiléen ! » (Vicisti, Galilæe).

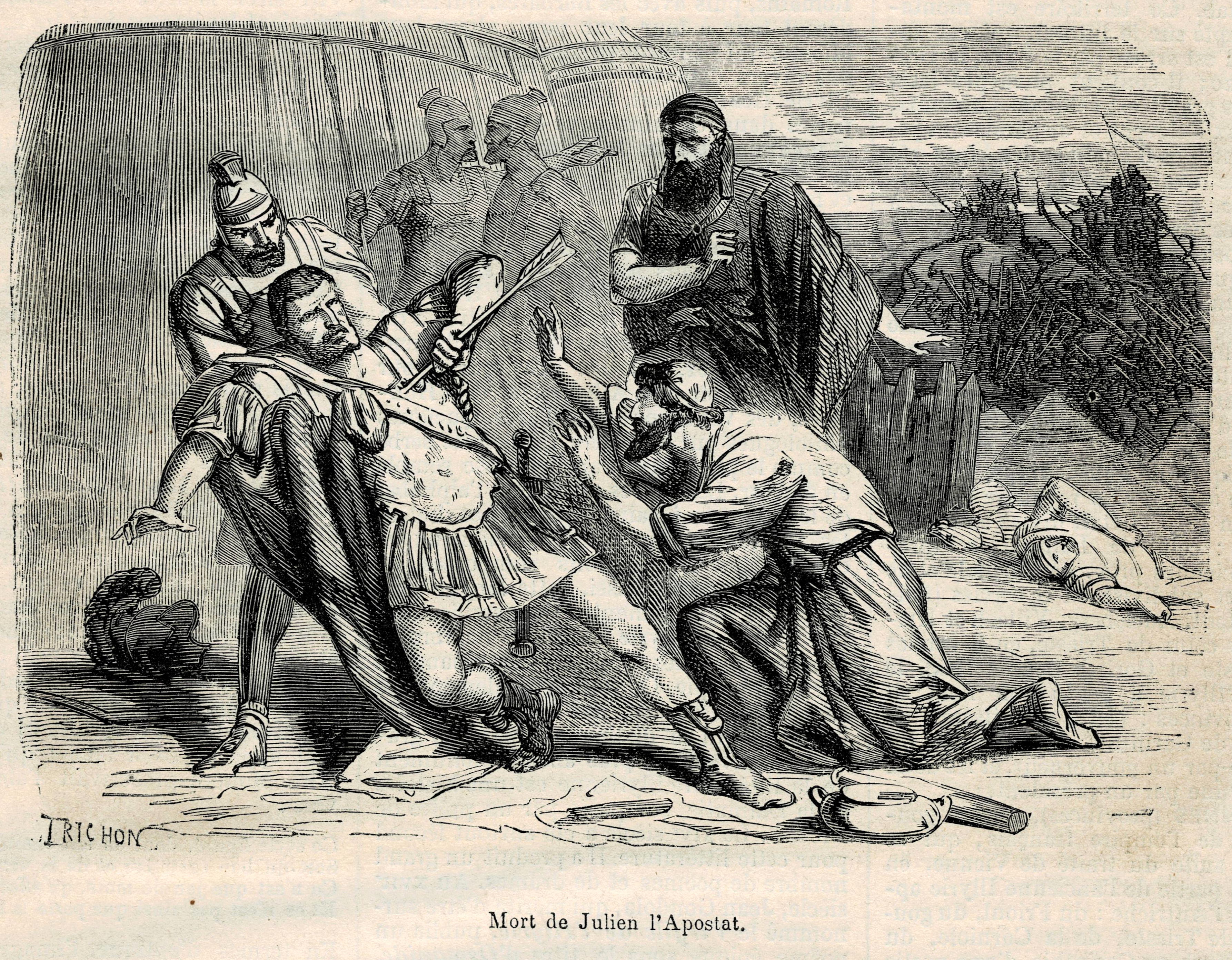
Mort de Julien, frappé d'un coup de lance. Gravure d'Auguste Trichon (1814-1898).

Libanios, contemporain de Julien, écrit[Où ?] que celui-ci aurait été assassiné au cours de la bataille par un soldat romain chrétien. En effet, il semblerait qu'aucun soldat perse n'ait réclamé la récompense promise pour celui qui tuerait l'empereur romain. De plus, les chrétiens voyaient d'un mauvais œil un empereur ayant rejeté le christianisme qui, par ses victoires, consolidait l'Empire.
L'historien païen Ammien Marcellin rapporte une version plus sobre, plus crédible puisqu'il fait partie de l'expédition de l'empereur. Il écrit, sur l'ultime combat de Julien :

« Au moment où Julien, oublieux de toute précaution, se précipitait témérairement au combat en levant les bras, et à grands cris, pour bien faire entendre que c'était la débâcle et la panique chez l'ennemi, et pour exciter ainsi la fureur des poursuivants, ses gardes blancs dispersés par l'effroi lui criaient de tous côtés d'éviter la masse des fuyards comme on fait pour l'écroulement incertain d'un toit qui menace ruine ; mais soudain, une lance de cavalerie (equestris hasta) égratigna la peau de son bras, lui transperça les côtes, et se ficha dans le lobe inférieur du foie. »

— Ammien Marcellin, XXV, 3, 6
 Il est à noter qu'Ammien Marcellin n'a pas été témoin oculaire de la blessure subie par Julien sur le champ de bataille, mais que, participant au combat, il eut à son issue des informations de première main sur le sort de l'empereur.
Les historiens s'accordent donc aujourd'hui sur cette version des faits, certes peu détaillée, mais provenant d'une source fiable et contemporaine, quoique marquée par les contraintes du genre littéraire qu'est l'histoire antique : sur son lit de mort, Julien adresse à ses amis un magnifique discours dans le style des morts philosophiques (les morts du Socrate du Phédon, de Caton d'Utique, de Sénèque sont essentiellement des discours littéraires d'historiens ou de pédagogie philosophique). Selon Ammien Marcellin, l'empereur meurt dans la nuit, le 26 juin 363. Ammien ne mentionne pas le médecin Oribase, de Pergame, qui dit avoir eu recours à des irrigations de la blessure par du vin et procédé à une gastrorraphie, suturant les tissus déchirés.

## Œuvre littéraire et philosophique

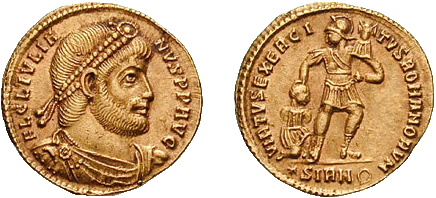
Solidus de Julien.

Julien est un des principaux auteurs grecs du IVe siècle. Il a écrit des lettres, des discours et un ouvrage critique contre le christianisme : Contre les Galiléens. Ce dernier, jugé « démoniaque » par les époques ultérieures, a été détruit ou du moins n'a pas été conservé. On en connaît cependant une bonne partie grâce au Contre Julien composé par Cyrille d'Alexandrie au Ve siècle (l'œuvre de Cyrille prouve que celle de Julien était encore jugée dangereuse 50 ans plus tard). Le texte de Julien s'inscrit dans une lignée d'ouvrages dirigés par des païens contre le christianisme, celui du philosophe Celse, Discours véritable (178), également perdu et reconstitué à partir de la réfutation qu'en donna Origène dans son Contre Celse (248), et celui de Porphyre de Tyr, intitulé Contre les chrétiens (après 271), restauré grâce à la réfutation composée par Apollinaire de Laodicée en 370 (l'arien Philostorge compose une autre réfutation de Contre les chrétiens en 420, détruite et perdue).
Adepte de la philosophie néoplatonicienne, Julien a néanmoins toujours tenu à préciser qu'il n'était pas parvenu au stade de philosophe à part entière et qu'il n'était dans ce domaine qu'un étudiant. C'est pourquoi il n'a pas écrit d'ouvrage proprement philosophique, même si la plupart de ses écrits s'inspirent explicitement de positions philosophiques. On peut distinguer parmi ses œuvres, outre le Contre les Galiléens :
- des lettres à des amis ou à des personnages de son temps ;
- des écrits satiriques ou polémiques : Les Césars, Misopogon, Contre Héracleios, Contre les cyniques ignorants ;
- des écrits philosophico-religieux : Sur la Mère des dieux, Sur Hélios-Roi ;
- des écrits politiques ou philosophico-politiques : Lettre à Thémistios, Lettre aux Athéniens ;
- des écrits rhétoriques : éloges de Constance (l'empereur, son cousin), d'Eusébie (impératrice, épouse de Constance), une consolation à soi-même.

Dans sa lettre au philosophe Thémistios, il écrit :

« Que personne ne me vienne diviser la philosophie en plusieurs parties, ou la découper en plusieurs morceaux, ou plutôt en créer plusieurs à partir d'une seule ! La vérité est une, et semblablement la philosophie est une, il n'y a pas lieu de s'étonner, cependant, si nous suivons tous d'autres chemins pour l'atteindre. Imaginons un étranger ou, par Zeus, un citoyen de jadis désirant retourner à Athènes. Il pouvait y aller en bateau ou à pied. S'il voyageait par terre, il pouvait se servir, à mon avis, des larges voies publiques, des sentiers ou des raccourcis. En naviguant, il pouvait longer les côtes, ou encore faire comme le vieillard de Pylos et traverser la haute mer. Qu'on ne vienne pas m'objecter que certains de ces voyageurs se sont égarés et qu'arrivés quelque part ailleurs, appâtés par Circé ou par les Lotophages, c'est-à-dire par le plaisir, par l'opinion ou par autre chose, ils ont négligé de poursuivre leur route et d'atteindre leur but. Qu'on examine plutôt les protagonistes de chaque secte, et on découvrira que tout s'accorde »

— Discours, VI, 184c-185a

## Mémoire de Julien dans la culture européenne

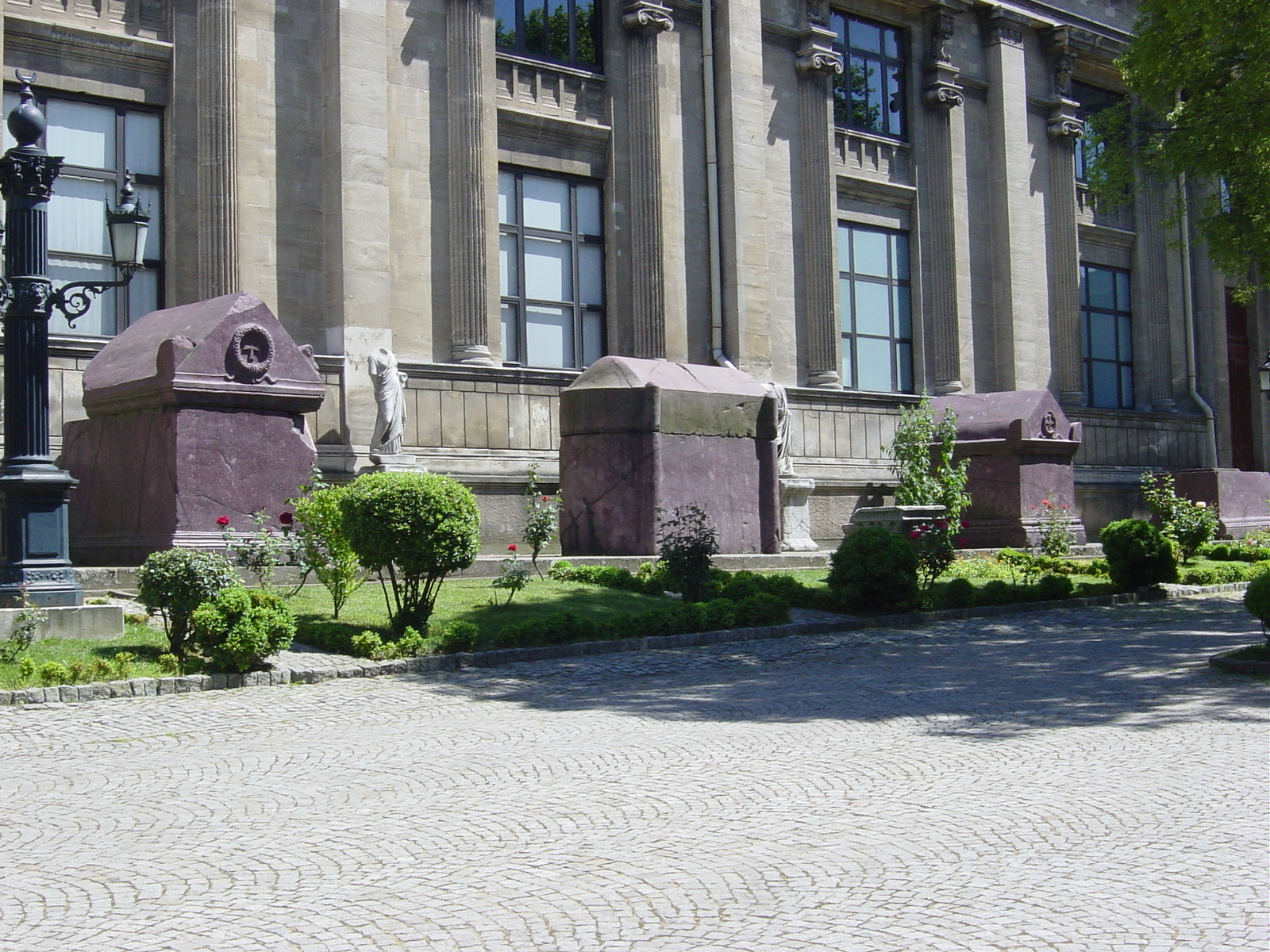
Trois sarcophages de porphyre à l'extérieur du musée archéologique d'Istanbul. Le sarcophage central serait celui de Julien.

### Époque de la Renaissance
Le personnage de Julien a fasciné plus positivement certains humanistes comme Étienne de La Boétie ou Montaigne, qui lui consacre un chapitre de ses Essais.

### Époque des Lumières
Au XVIIIe siècle, les philosophes des Lumières, notamment Voltaire, veulent le réhabiliter, en tant que champion de la culture classique contre l'obscurantisme chrétien et de champion de la liberté contre l'absolutisme du Bas-Empire romain.
Son livre Contre les Galiléens est édité par l'abbé de La Bléterie, avant de faire l'objet d'une édition plus militante par le marquis Jean-Baptiste Boyer d'Argens, familier du roi de Prusse Frédéric II, qui l'a nommé directeur de la Philologie au sein de l'Académie de Berlin.

### AuXIXesiècle
Les romantiques, par exemple Alfred de Vigny, se sont passionnés à leur tour pour ce personnage, voyant en lui un romantique avant la lettre, esprit lucide et désespéré, incompris de son siècle et dont la mort en pleine jeunesse a donné le signal du triomphe des médiocres.
En 1873, Henrik Ibsen écrit sur Julien une tragédie en deux parties et dix actes, Empereur et Galiléen.

### Chez les catholiques
Néanmoins, les jugements négatifs perdurent dans la littérature catholique : ainsi dans un ouvrage publié en 1911, l'historien Jean Guiraud, fondateur de l'Association catholique des chefs de famille, rédacteur en chef du journal La Croix et rédacteur de manuels scolaires à destination des établissements privés catholiques, décrit ainsi l'action de Julien :

« Il a combattu le christianisme par la violence. Surtout par la persécution légale […] : chrétiens exclus des emplois publics ; chrétiens victimes de l'injustice légale ; chrétiens privés de la liberté d'enseignement. »

— Histoire partiale histoire vraie, tome I Des origines à Jeanne d'Arc, neuvième édition, Gabriel Beauchesne & Cie Éditeurs, Paris 1911, p. 146.

## Points de vue
L'historien Eutrope qui participe à l'expédition contre les Perses, en mars 363, en compagnie de l'empereur Julien, dit de lui dans son Abrégé de l'histoire romaine (traduction de N.-A. Dubois, 1865) :

« Il fut un grand prince, et eût parfaitement bien gouverné l’État, si les destins lui eussent prolongé ses jours. Il était très savant, surtout dans la langue grecque qu'il possédait incomparablement mieux que la langue latine. Il était très éloquent, et avait une mémoire des plus heureuses et des plus fidèles; il tenait un peu trop du philosophe en bien des choses ; il fut très libéral envers ses amis, mais il n'eut pas dans certaines rencontres toute l'attention que devait avoir un grand prince. Quelques-uns même prirent de là occasion de donner atteinte à sa gloire. Il fut très équitable à l'égard des provinces, et diminua autant qu'il le put les impôts dont elles étaient chargées ; se montra affable à tous, et eut peu de soin d'enrichir l'épargne. Sa passion pour la gloire l'emporta souvent à de grands excès ; grand persécuteur des Chrétiens, il ne répandait pas néanmoins leur sang, à l'exemple de Marc-Antonin, qu’il s’efforçait de copier en tout »

— Eutrope, Abrégé de l'histoire romaine, livre X, XIV, 
Dans le contexte des guerres de Religion, Julien est mentionné dans les Essais de Montaigne (II, 19, De la liberté de conscience) avec une certaine sympathie. L'auteur considère qu'il aurait été tout aussi légitime de qualifier d'apostats son prédécesseur et ses successeurs. En effet, l'empereur n'aurait fait qu'essayer de revenir à la religion traditionnelle de Rome à une époque où la population de l'Empire demeurait majoritairement païenne.
Voltaire souligne les traits positifs de Julien dans son Dictionnaire philosophique, et s'irrite qu'on puisse encore lui atteler systématiquement un qualificatif méprisant :

« Il n'y a pas encore longtemps qu'on ne citait son nom qu’avec l'épithète d'Apostat ; et c'est peut-être le plus grand effort de la raison qu'on ait enfin cessé de le désigner de ce surnom injurieux. Les bonnes études ont amené l’esprit de tolérance chez les savants. Qui croirait que, dans un Mercure de Paris de l'année 1741, l'auteur reprend vivement un écrivain d'avoir manqué aux bienséances les plus communes, en appelant cet empereur Julien l'Apostat ? Il y a cent ans que quiconque ne l'eût pas traité d’apostat eût été traité d'athée. »

— Voltaire - dans son Dictionnaire philosophique (1764)
Ce thème était déjà présent dans De Julien (1756) et le sera à nouveau dans le Discours de l’empereur Julien contre les chrétiens (1769).
Dans son étude Histoire de la décadence et de la chute de l'Empire romain, l'historien anglais Edward Gibbon présente au XVIIIe siècle une vision plutôt favorable de la personnalité de l'empereur Julien. Il écrit ainsi, en préambule à son chapitre XXIII, consacré à la religion de Julien :

« Le qualificatif d'Apostat a fait injure à la réputation de Julien ; et l'enthousiasme avec lequel on a masqué ses vertus a exagéré la réalité et l'étendue apparente de ses fautes. Notre ignorance partielle doit nous le présenter comme un monarque philosophe, qui s'efforça de protéger, avec une ardeur égale, les différentes sectes religieuses de son empire et d'apaiser la fièvre théologique qui enflammait les esprits de son peuple depuis les édits de Dioclétien. »

## Dans la littérature

### Roman
- Alfred de Vigny, Daphné, 1837
- Dimitri Merejkovski, La Mort des Dieux, 1898 (réédition : Bibliothèque russe et slave, 2018)
- André Fraigneau, Le Songe de l'empereur. Julien l'Apostat, Paris, La Table Ronde, 1952, 200 p.
- Gore Vidal (trad. de l'anglais par Jean Rosenthal), Julien, Paris, Seuil, coll. « Points » (no 1901), 2008 (1re éd. Galaade éd., 2006 / éd. originale en angl., 1962), 737 p. (ISBN 978-2-757-80390-5)
- Claude Fouquet (préf. Pierre Grimal), Julien. La mort du monde antique, Paris, Les Belles Lettres, 1985, 368 p.
- Jacques Benoist-Méchin, L'Empereur Julien ou le rêve calciné, Paris, Perrin, 1998 (1re éd. Lausanne, La Guilde du Livre, 1969), 478 p. (ISBN 978-2-262-01347-9).
- Jean Robin, Imperator, l'épopée de Julien l'Apostat, Paris, Guy Trédaniel, 2013, 260 p.,  (ISBN 978-2-813-20574-2)
- Julian Barnes (trad. de l'anglais par Jean-Pierre Aoustin), Elizabeth Finch, Paris, Mercure de France, 2022 (réimpr. Folio n° 7412, 2024, 256 p.  (ISBN 978-2-073-04334-4)), 208 p. (ISBN 978-2-715-25883-9)

### Théâtre
- (es) Luis Vélez de Guevara (1579-1644), De Juliano Apóstata[32].
- Henrik Ibsen, Empereur et galiléen (titre original : (no) Kejser og Galilæer), Copenhague, Gyldendalske Boghandel, 1873. Trad. en français de Régis Boyer in Théâtre, Gallimard, coll. « Bibliothèque de la Pléiade », 2006.
- Régis Debray, Julien le fidèle Le banquet des démons, Paris, Gallimard, 2005.

### Cinéma
- Giuliano l'Apostata (it), film muet italien réalisé en 1920 par Ugo Falena.

### Peinture
- Le peintre alsacien Robert Heitz (1895-1984) a peint une représentation conservée au MAMCS : Julien l'Apostat à la bataille de Strasbourg, 1941, huile sur toile[33].